# 1253

## Události
- 4. července – flandersko-holandská bitva u Walcherenu
- 6. července – Mindaugas je korunován litevským králem
- v době česko-uherské války byla Morava silně popleněna nájezdy Kumánů
- asi v této době vzniká vítkovský hrad Krumlov s městečkem
- Robert de Sorbon zakládá univerzitu v Sorboně
- v italském Assisi je dokončena bazilika svatého Františka z Assisi, první významná stavba italské gotiky
- v irském Sligu založen klášter Sligo
- mongolské kmeny poráží thajskou konfederaci
- Mongolská říše zahajuje útoky proti muslimským městům Bagdád a Káhira; ničí a přivlastňuje si laoské království Dali (Yunnan)
- první zmínka o Liberci, církevní záznamy – platba desátku
- 6. září se z Police nad Metují stává město listinou krále Přemysla Otakara II.

## Narození
- 17. října – Ivo Bretaňský, francouzský církevní soudce, obhájce a světec († 19. května 1303)
- ? – Berengarie Kastilská, kastilská infantka a řeholnice († 1300)
- ? – Jan I. Brabantský, vévoda brabantský a limburský, a básník († 3. května 1294)
- ? – Blanka Francouzská, vévodkyně z Cerdy († 17. června 1320?)

## Úmrtí
Česko
- 23. září – Václav I., český král (* 1205)

Svět
- 18. ledna – Jindřich I. Kyperský, kyperský král (* 3. května 1217)
- 8. července – Theobald I. Navarrský, hrabě ze Champagne a král navarrský (* 30. května 1201)
- 11. srpna – Klára z Assisi, italská řeholnice, zakladatelka řádu chudých paní od sv. Damiana v Assisi, nazývaných klarisky, a světice (* 1193/4)
- 27. srpna – Anežka z Assisi, sestra Kláry z Assisi a klariska (* 1197/8)
- 22. září – Dógen Zendži, japonský mistr zenu (* 1200)
- 9. října – Robert Grosseteste, anglický učenec, teolog, biskup a reformátor v církvi (* kolem 1175)
- 29. listopadu – Ota II. Bavorský, bavorský vévoda a rýnský falckrabě z dynastie Wittelsbachů (* 7. dubna 1206)

## Hlava státu
- České království – Václav I. – Přemysl Otakar II.
- Svatá říše římská – Konrád IV. – Vilém II. Holandský
- Papež – Inocenc IV.
- Anglické království – Jindřich III. Plantagenet
- Francouzské království – Ludvík IX.
- Polské knížectví – Boleslav V. Stydlivý
- Uherské království – Béla IV.
- Portugalské království – Alfons III.
- Latinské císařství – Balduin II.
- Nikájské císařství – Jan III. Dukas Vatatzés
- Trevírské arcibiskupství-kurfiřtství - Arnold II. z Isenburgu
- Kolínské arcibiskupství-kurfiřtství - Konrád z Hochstadenu
- Mohučské arcibiskupství-kurfiřtství - Gerhard I. von Daun-Kirberg
- Švábské vévodství - Konradin
- Rýnské falckrabství - Ota II. Bavorský - Ludvík II. Hornobavorský
- Braniborské markrabství - Ota III. Zbožný
- Míšeňské markrabství - Jindřich III. Vznešený
- Durynské lankrabství - Jindřich III. Vznešený
- Bádenské markrabství - Fridrich I. a Rudolf I. (spolupanovníci)